# Theobroma bicolor
Theobroma bicolor é uma espécie de planta do gênero Theobroma e da família Malvaceae, conhecida popularmente como mocambo.
É encontra a partir de América Central e América do Sul, incluindo trechos da Floresta Amazônica nos países como Brasil, Colômbia, Equador e Peru.